# Louis Denis-Valvérane
Pour les articles homonymes, voir Denis.
Pour l'homme politique, voir Louis Denis.
Louis Denis, dit Denis-Valvérane est un peintre et illustrateur provençal, né le 20 septembre 1870 à Manosque (France) et mort le 11 avril 1943 à Tarascon.

## Biographie
Élève de Jean-Paul Laurens, Louis Denis-Valvérane adhère rapidement à la Renaissance Provençale lancée par Frédéric Mistral. Il étudie la peinture à Paris et prend part au mouvement fédéraliste provençal des années 1890, où il côtoie notamment Charles Maurras et José Mange, et adhère à la Société des félibres de Paris.
À partir de 1901, il expose régulièrement au Salon des artistes français, au Salon des indépendants et, entre autres, au Salon d'hiver. Il s'affirme également comme dessinateur, auteur de bandes dessinées, il est un collaborateur régulier des publications Arthème Fayard à la Belle Époque pour des titres comme Le Bon Vivant.
C'est aussi un graveur. En 1925, il obtient la médaille d'argent du Salon des artistes français. Il publie en 1936 un livre de souvenirs articulés autour de la figure de Mistral, Lou Maianen.

### Postérité
Son fils Philippe devient à son tour mainteneur du Félibrige.

## Œuvres

### Œuvres artistiques

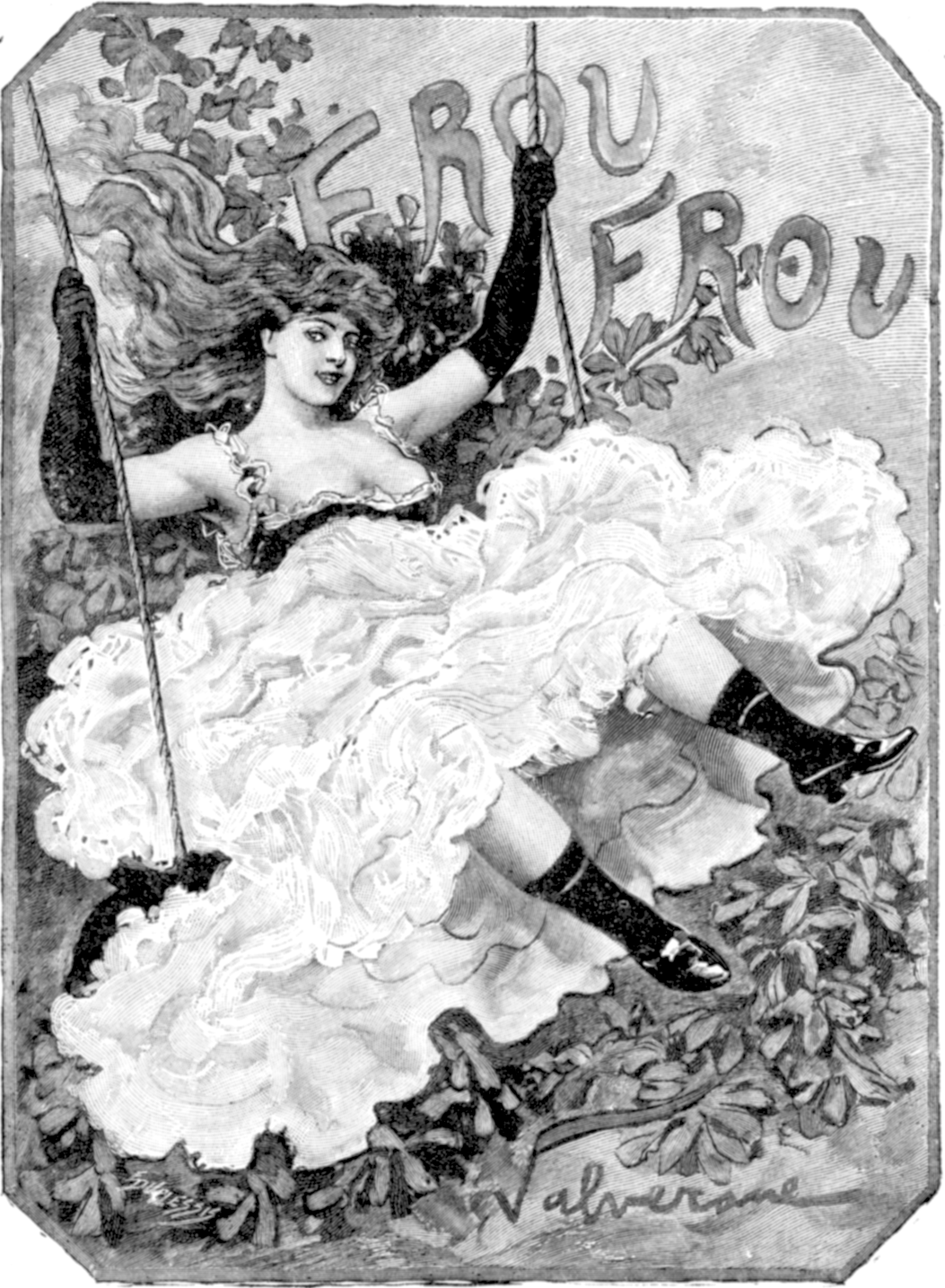
Publicité pour Le Frou-frou.

Certains de ses tableaux sont exposés au premier étage de l'Hôtel de Ville de Manosque ou encore au Musée Arlaten. Louis Denis-Valvérane a utilisé au cours de sa vie plusieurs pseudonymes, tels que Val d'Es, Valdès, Valdex ou encore Denis Volx.

### Œuvres littéraires
Il est l'auteur d'un livre souvenir sur Mistral :  Lou Maianen, H.-G. Peyre, 1936, 186 p. avec en couverture un croquis de Mistral réalisé d'après nature.